# Gaya (賽德克族)
Gaya，又稱為Waya、Gaza、Gaga，是賽德克族的傳統社會規範；該規範與其祖靈信仰有密切關係，賽德克族認為Gaya是Utux（神靈）所訂制的，因此不可更改。Gaya包含「祖先的遺訓」、「族人共同恪守的律法」、「社會規範與道德標準」、「族命得以綿綿不絕所繫者」、「風俗習慣、習俗」、「共祭、共獵、共勞、共牲、共食、共守禁忌、共服罪罰的團體」等。
其他諸如泰雅族、太魯閣族也有著Gaya的存在。:36

## 範例
- 族人在狩獵前必須在森林中諦聽靈鳥Sisin叫聲進行鳥占，以占卜吉凶。
- 族人必須定期舉行墾祭、播種祭、除草祭、收割祭、新穀入倉祭，間有敵首祭等歲時祭儀，以向祖靈祈福。
- 族人在死後有紋面者方得通過祖靈橋Hakaw Utux，以回歸祖靈地。
  - 男子曾出草而有獵首功績者方可文面。
  - 女子若習得紡織技術方可文頰紋。[3]
  - 男女在11至12歲時必須紋額紋。
  - 15至16歲男子獵首成功後紋頤紋。
- 族人紋面完成後才被認可為成年人並得以結婚。
- 部落未成年男女可吹奏口簧琴吸引異性，但嚴禁性行為，違者其家族將遭遇災禍（譬如被獵首）。
- 當部落或聯盟遭到外力侵擾會共同採取獵首行動，以藉此行動讓祖靈進行神判；若行為舉止獲祖靈嘉許則可獵得外人首級，反之則自己遭獵首。
- 獵首所得之首級若被帶回部落則須被當作朋友並以酒宴款待，且隨後成為家族成員共同守護部落。[1]

## 衝擊
在臺灣日治時期，當局推行理蕃政策，族人被迫繳出槍械、廢止文面、銷毀頭骨（獵首所得），造成Gaya文化傳承巨大衝擊；當時，部分族人因而相信霧社事件是霧社群Tgdaya為維護祖靈信仰而發起，以期死後能夠回到祖靈應許之地。